# Dominic Asquith

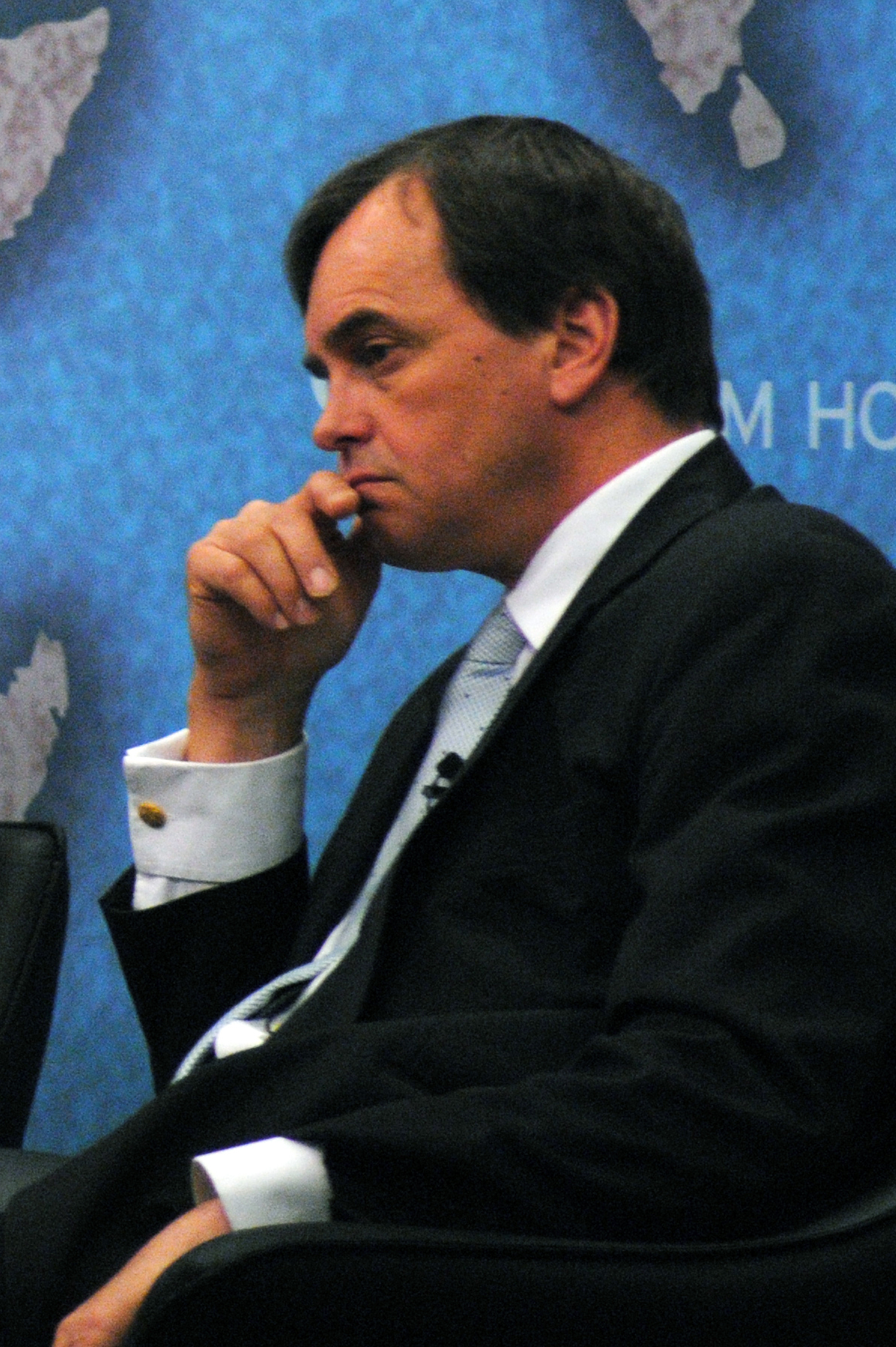
Dominic Asquith, 2013

Hon. Sir Dominic Anthony Gerard Asquith KCMG (* 7. Februar 1957) ist ein britischer Diplomat. Seit 2016 amtiert er als Britischer Hochkommissar in Indien. Davor war er Botschafter des Vereinigten Königreiches im Irak, in Libyen und Ägypten.
Asquith wurde 1957 als jüngerer Sohn von Julian Asquith, 2. Earl of Oxford and Asquith, und dessen Ehefrau Anne Palairet geboren. Er ist ein Enkelsohn des Offiziers Raymond Asquith und ein Ur-Enkel des Premierministers Herbert Henry Asquith. Asquith wurde am Ampleforth College ausgebildet.
1983 ging Asquith in den britischen Diplomatischen Dienst. Dort kam er vor allem als britischer Vertreter im Nahen Osten zum Einsatz. So agierte er von 1986 bis 1987 als 2. Sekretär der britischen Botschaft in Damaskus, bekleidete von 1987 bis 1989 den Posten des Ersten Sekretärs an der britischen diplomatischen Vertretung in Maskat in Oman und übernahm von 2001 bis 2004 die Aufgabe des stellvertretenden Missionsleiters und Generalkonsuls der britischen Vertretung in Riad. 2004 wurde er zum Stellvertretenden Sondergesandten im Irak und zum Stellvertretenden Leiter der britischen Vertretung in Bagdad ernannt.
Seit Dezember 2007 fungiert Asquith als britischer Botschafter in Ägypten, nachdem er dieses Amt zuvor im Irak innehatte.
2004 wurde er als Companion des Order of St. Michael and St. George ausgezeichnet und 2012 zum Knight Commander desselben Ordens geschlagen.

## Ehe und Familie
Asquith ist seit 1988 mit Louise Cotton verheiratet. Aus der Ehe sind zwei Söhne (* 1992 und * 1994) und zwei Töchter (* 1989 und 1990) hervorgegangen.